# Kacjaryna Halkina
Kacjaryna Aljaksandraŭna Halkina (in bielorusso Кацярына Аляксандраўна Галкіна?; Minsk, 25 febbraio 1997) è una ginnasta bielorussa.

## Biografia
Dopo avere iniziato a praticare la ginnastica ritmica all'età di 5 anni, Halkina ha fatto il suo debutto internazionale a livello giovanile nel 2009. Ha partecipato ai campionati europei giovanili di Nižnij Novgorod 2012 vincendo tre medaglie d'argento nel nastro, nella palla e nella gara a squadre. L'anno dopo ha iniziato a gareggiare nella categoria senior vincendo il bronzo agli Europei di Vienna 2013 nella gara a squadre, insieme alle compagne Melicina Stanjuta e Aryna Šapara. Ai successivi Mondiali di Kiev si è piazzata all'ottavo posto nella palla e quindicesima nell'all-around.
Kacjaryna Halkina ha vinto la sua prima medaglia ad un campionato mondiale giungendo al 2º posto nella gara a squadre durante Smirne 2014. Agli Europei di Minsk 2015 conferma la sua ascesa vincendo l'argento nella gara a squadre, insieme a Melicina Stanjuta, e conquistando due medaglie di bronzo nel cerchio e nelle clavette (in quest'ultimo caso a pari merito con la connazionale Stanjuta). La ginnasta bielorussa ha preso parte alle Universiadi di Gwangju 2015, piazzandosi all'ottavo posto nella gara all-around e al quarto nelle clavette. Lo stesso anno ha vinto nuovamente la medaglia d'argento nella gara a squadre ai Mondiali di Stoccarda.
Halkina ha partecipato alle Olimpiadi di Rio de Janeiro 2016 terminando il concorso individuale al sesto posto con 70.932 punti, dietro Stanjuta (71.133 punti) e davanti alla bulgara Vladinova (70.733 punti). Agli Europei di Budapest 2017 vince la medaglia d'argento nella gara a squadre insieme all'altra individualista Alina Harnas'ko e alla squadra junior della Bielorussia. Prende quindi parte ai Giochi mondiali di Breslavia 2017 ottenendo due bronzi nella palla e nel nastro. In seguito si laurea vicecampionessa nelle clavette ai Mondiali di Pesaro 2017, superando col punteggio 18.050 la russa Arina Averina (17.800) che insieme alla gemella Dina si sono spartite i primi due posti in tutte le restanti finali del torneo; Halkina giunge inoltre quarta nel concorso individuale e nel cerchio.
Agli Europei di Guadalajara 2018 termina il concorso generale al terzo posto, classificandosi dietro le gemelle Averina. Nel mese di settembre partecipa ai Mondiali di Sofia e riesce a qualificarsi per le finali del concorso generale, palla e clavette. In queste ultime si riconferma vicecampionessa mondiale con il punteggio di 18.900, dietro Dina Averina e davanti alla gemella Arina.
Kacjaryna Halkina, insieme ad Alina Harnas'ko, Anastasija Salos, e alla squadra juniores bielorussa, ha vinto la medaglia d'argento nel concorso a squadre agli Europei di Baku 2019. Durante gli stessi campionati ha ottenuto pure un secondo argento nel cerchio, dietro Dina Averina e davanti a Nicol Zelikman. È rimasta fuori dal podio nella finale della palla con il quarto posto dietro Borjana Kalejn, mentre nel nastro è giunta sesta. Il mese successivo ha disputato i II Giochi europei, svolti a Minsk, classificandosi terza nel concorso individuale dietro Linoy Ashram e Dina Averina, e conquistando ancora una volta una medaglia d'argento nel cerchio. Alla World Challenge Cup di Kazan' vince un bronzo al nastro dietro a Dina e Arina Averina.
Ai Mondiali di Baku 2019, sempre insieme a Harnas'ko e Salos, vince la medaglia di bronzo nella gara a squadre e con il quindicesimo posto ottenuto nel concorso individuale guadagna la qualificazione alle Olimpiadi di Tokyo 2020.

## Palmarès
- Campionati mondiali di ginnastica ritmica

Smirne 2014: argento nella gara a squadre.
Stoccarda 2015: argento nella gara a squadre.
Pesaro 2017: argento nelle clavette.
Sofia 2018: argento nelle clavette.
Baku 2019: bronzo nella gara a squadre.
- Campionati europei di ginnastica ritmica

Vienna 2013: bronzo nella gara a squadre.
Minsk 2015: argento nella gara a squadre, bronzo nel cerchio e nelle clavette.
Budapest 2017: argento nella gara a squadre.
Guadalajara 2018: bronzo nell'all-around.
Baku 2019: argento nella gara a squadre e nel cerchio.
- Giochi mondiali

Breslavia 2017: bronzo nella palla e nel nastro.
- Giochi europei

Minsk 2019: argento nel cerchio, bronzo nell'all-around.
- Europei juniores

Nižnij Novgorod 2012: argento nel nastro, nella palla e nella gara a squadre.